# Falstaff (Verdi)

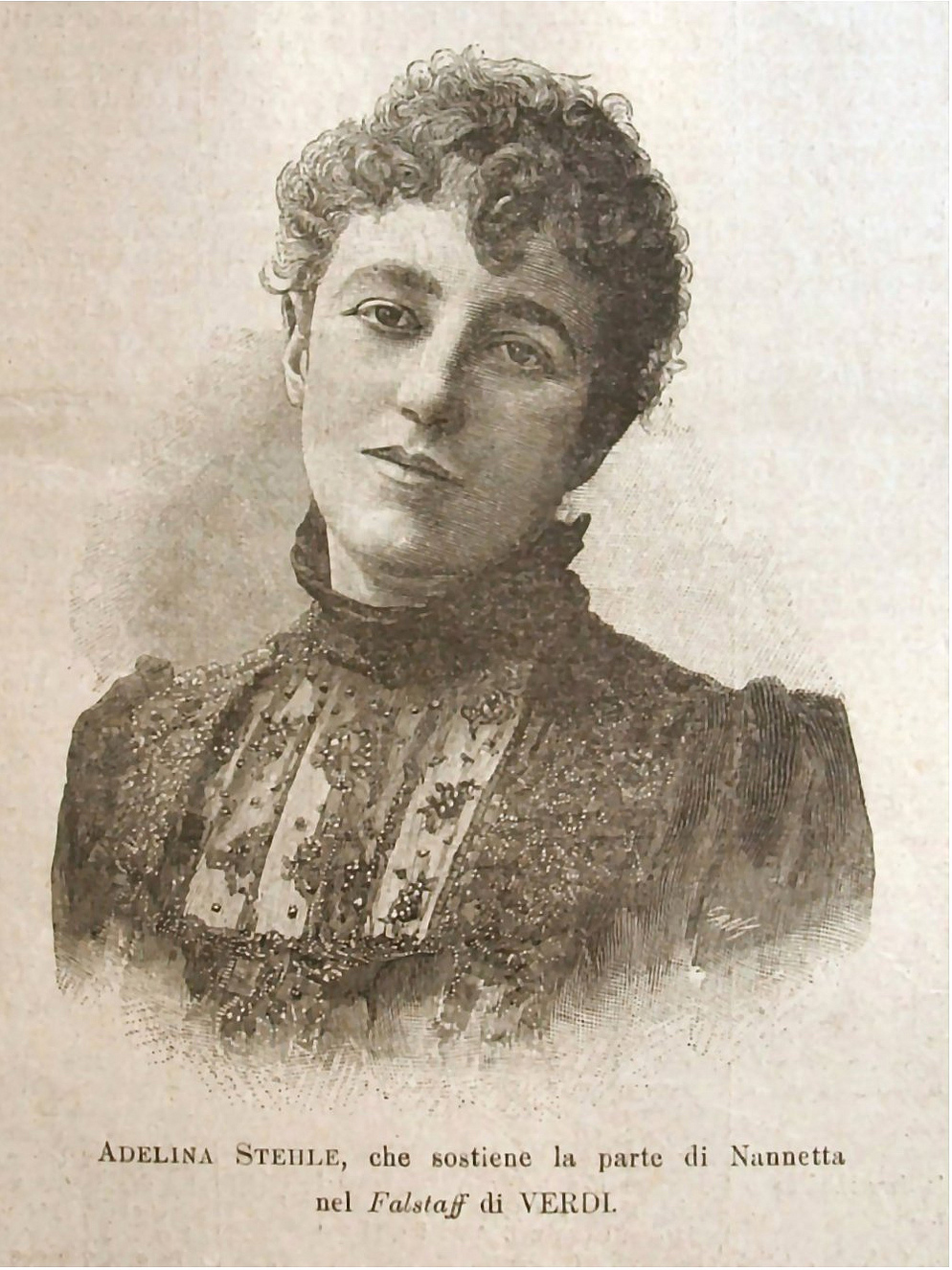
Adelina Stehle, die erste Nannetta (1893)

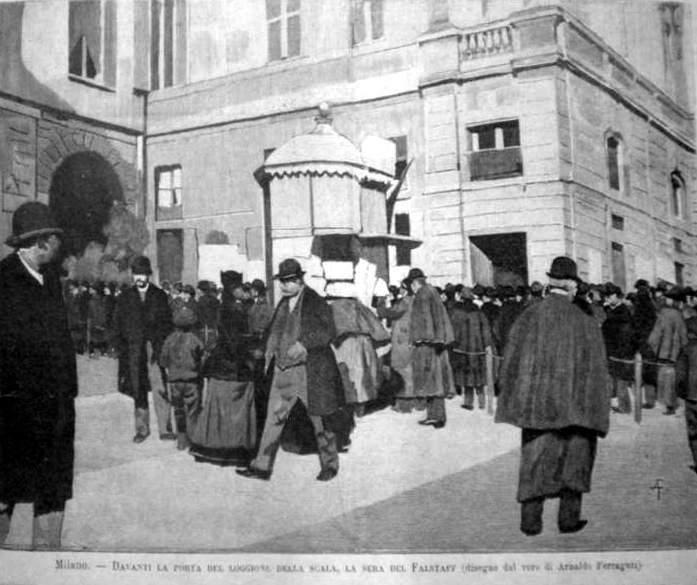
Publikumsandrang vor der Scala (1893)

Falstaff ist eine Oper (Originalbezeichnung: „Commedia lirica“) in drei Akten von Giuseppe Verdi. Das Libretto von Arrigo Boito basiert auf William Shakespeares Die lustigen Weiber von Windsor, unter Einbeziehung von Szenen aus Heinrich IV., Teil 1 und Heinrich IV., Teil 2. Die Uraufführung fand am  9. Februar 1893 im Teatro alla Scala in Mailand statt. Falstaff ist Verdis zweite komische Oper und gleichzeitig sein letztes Bühnenwerk.

## Handlung

### Erster Akt
Erstes Bild: Im Gasthof zum Hosenband
Dr. Cajus platzt in das Wirtshaus und beschuldigt Falstaff, in sein Haus eingedrungen zu sein und sein Pferd zuschanden geritten zu haben. Zudem sollen Falstaffs Diener Bardolfo und Pistola ihn bestohlen haben. Falstaff gibt den Vorwurf zu, seine Diener bestreiten ihn. Cajus weiß jedoch nicht, wer von beiden es war, und so urteilt Falstaff, er müsse die Klage abweisen. Cajus schwört, sich in Zukunft nur noch mit anständigen Leuten zu betrinken, und geht ab. Als der Wirt kommt, um Falstaff die Rechnung zu präsentieren, muss dieser erkennen, dass er pleite ist. Um wieder flüssig zu werden, hat er jedoch zwei – gleichlautende – Briefe an Mrs. Alice Ford und Mrs. Meg Page geschrieben. Er glaubt, dass sie seinem Charme erliegen und ihm die Kassen ihrer Ehemänner öffnen. Bardolfo und Pistola sollen die Briefe an die Frauen überbringen. Sie lehnen ab: Ihre Ehre verbiete es ihnen. Falstaff mokiert sich über die Ehre, sie ist bloß ein Wort, das vergeht. Er gibt seinem Pagen Robin die Briefe und jagt Bardolfo und Pistola mit dem Besen zum Wirtshaus hinaus.
Zweites Bild: Garten. Zur Linken das Haus von Ford
Die Briefe haben die beiden Frauen erreicht. Sie lesen sie sich gegenseitig vor und erkennen, dass sie – bis auf die Anrede – identisch sind. Aus Empörung darüber beschließen sie, Falstaff eine Lehre zu erteilen. Mrs. Quickly, eine gemeinsame Freundin, soll ihm einen Brief von Alice überbringen, in dem sie ihn zu einem Rendezvous einlädt, bei dem er wegen seiner Lüsternheit und Dickleibigkeit zum Gespött gemacht werden soll. Unterdessen hat auch Ford durch Bardolfo und Pistola erfahren, dass Falstaff seine Frau umgarnen will. Er will Falstaff mit Geld ködern, in sein Haus locken und ihn mit seiner Frau in flagranti erwischen. Während des ganzen Trubels schwören Fords Tochter Nannetta und Fenton in jeder stillen Minute einander ihre Liebe.

### Zweiter Akt
Erstes Bild: Im Gasthof zum Hosenband
Mrs. Quickly kommt und bringt Falstaff Alices Einladung: zwischen 2 und 3 soll er zu ihr kommen. Alles scheint zu seinen Gunsten zu laufen. Erst recht, als Ford kommt, sich als Herr Fontana (deutsch: Brunnen) vorstellt und ihm gesteht, er liebe Alice verzweifelt, aber die weise ihn immer nur ab. Wenn es Falstaff gelingen könnte, Alice zu verführen, würde vielleicht auch er bei ihr landen können. Dafür würde er auch einiges an Geld springen lassen. Falstaff gesteht ihm triumphierend, dass er bereits eine Verabredung mit ihr habe. Als er die Gaststube verlässt, um sich in Schale zu werfen, brechen Eifersucht und Wut offen aus Ford heraus. Er beherrscht sich jedoch, als Falstaff wieder erscheint. Gemeinsam machen sie sich auf den Weg.
Zweites Bild: Ein Saal im Haus von Ford
Mrs. Quickly kündigt an, dass Falstaff auf dem Weg sei. Nannetta beklagt sich, dass ihr Vater sie Dr. Cajus versprochen habe. Alice beruhigt ihre Tochter damit, dass sie das verhindern werde. Falstaff kommt, ein altmodisches Ständchen singend. Als er Alice umarmen will, kommt Mrs. Quickly herein: Die eifersüchtige Meg komme. Falstaff versteckt sich hinter einem Paravent. Kaum hat Meg die Szene betreten, kommt Mrs. Quickly ein zweites Mal: die Männer sind im Anmarsch. Überall suchen sie nach dem dicken Ritter. Der versteckt sich in einem Wäschekorb. Auch Nannetta und Fenton sind inzwischen hereingekommen und verstecken sich hinter dem Paravent. Als für einen Moment alles still ist, küssen sie sich laut. Ford glaubt nun, dass Falstaff sich dort versteckt habe, und ordnet seine Leute zum Sturm auf den Paravent. Falstaff fürchtet derweil, in der Wäsche zu ersticken. Als Ford den Paravent umreißt, findet er jedoch nicht den Ritter, sondern das junge Liebespaar. Bevor er die beiden jedoch zur Rede stellen kann, glaubt einer seiner Leute, Falstaff anderswo gesehen zu haben. Während die Männer wieder abziehen, befiehlt Alice ihren Dienern, den Wäschekorb – den mit dem verborgenen Falstaff – zu nehmen und den Inhalt in die Themse zu schütten. Sie ruft die Männer zurück, und mit lautem Gejohle wird der Korb in den Fluss entleert.

### Dritter Akt
Erstes Bild: Ein Platz vor dem Gasthaus zum Hosenband
Falstaff sitzt durchnässt und frierend vor dem Gasthaus und beklagt die Schlechtigkeit der Welt. Bei einer Kanne Glühwein erwachen jedoch seine Lebensgeister wieder. Als Quickly erscheint, um ihn zu einem neuen Rendezvous mit Alice einzuladen, lehnt er erst brüsk ab, lässt sich dann aber doch überreden. Um Mitternacht soll er sich bei Hernes Eiche im Park von Windsor einfinden, verkleidet als Schwarzer Jäger, mit einem Hirschgeweih auf dem Kopf. Den Trubel will Ford nutzen, um seine Tochter mit Dr. Cajus, verkleidet als Mönch, zu verheiraten. Mrs. Quickly hat ihn jedoch belauscht: Fenton wird ebenfalls als Mönch verkleidet erscheinen.
Zweites Bild: Der Park von Windsor. In der Mitte die große Eiche von Herne
Im Mondschein besingt Fenton seine Liebe zu Nannetta. Falstaff erscheint verkleidet und auch Alice. Als er stürmisch auf sie eindringt, erscheinen plötzlich Nannetta und die Bürgerinnen von Windsor, verkleidet als Feenkönigin mit ihrem Gefolge. Falstaff versteckt sich, wird aber bald gefunden und von den Bürgerinnen und Bürgern, die inzwischen auch gekommen sind, gepiesackt. Als er unter ihnen jedoch Bardolfo an seiner Schnapsfahne erkennt, durchschaut er den Spuk. Als Höhepunkt der Maskerade soll nun eine Doppelhochzeit stattfinden. Ford vermählt die beiden verkleideten Paare. Als sie die Verkleidung ablegen, erkennen alle, dass er Nannetta und Fenton verheiratet hat – und Dr. Cajus mit Bardolfo. Nach und nach stimmen alle in die Schlussfuge ein: Tutto nel mondo è burla, l’uom è nato burlone. (Alles ist Spaß auf Erden, der Mensch als Narr geboren.)

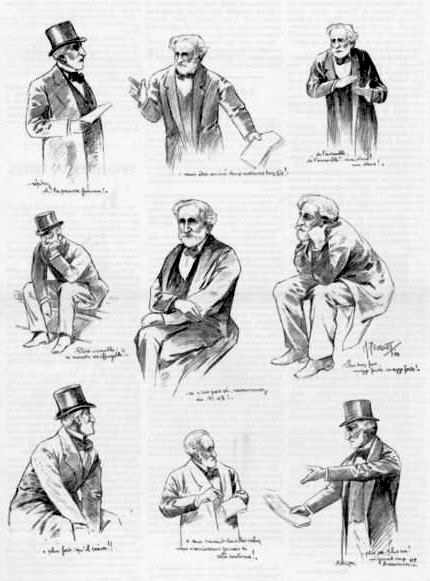
Verdi bei den Proben (erschienen 1894 im L’Univers illustré)

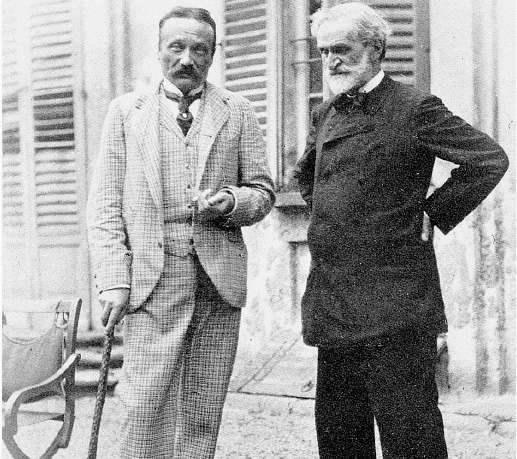
Boito und Verdi

## Entstehung
Verdis erste komische Oper Un giorno di regno (König für einen Tag, 1840) war ein Fiasko geworden, vielleicht auch, weil die Komposition von privaten Schicksalsschlägen überschattet gewesen war, wie dem Tod seiner Kinder (1838 und 1839) und dem Tod seiner ersten Frau Margherita zur Zeit der Komposition. Verdi lehnte es danach lange Zeit ab, sich im komischen Genre zu versuchen. Pläne für eine Oper nach Shakespeares Der Sturm (1850 für Covent Garden) sowie für Falstaff oder Tartuffe (mit Antonio Ghislanzoni als Librettisten, 1868) ließ er jedenfalls schnell wieder fallen.
Offensichtlich war es Arrigo Boito, der im Frühsommer 1889 die Aufmerksamkeit des inzwischen fast 76-jährigen Komponisten wieder auf Shakespeares The Merry Wives of Windsor lenkte. Verdi war sofort begeistert von der Idee (Brief an Boito, 6. Juli 1889), hatte aber einen Tag später bereits Bedenken: Würde er Boito nicht von der Komposition des Nerone abhalten? (Nerone: Oper von Boito, posthum vollendet von Arturo Toscanini und anderen, Uraufführung erst 1924.) Überhaupt, würde Verdi in seinem Alter das Projekt zu Ende bringen können? Sie vereinbarten zunächst, die Sache im Geheimen voranzutreiben. Verdi wolle am Stück nur komponieren, um sich zu vergnügen und die Zeit zu vertreiben. Im Augenblick schreibe er an einer komischen Fuge (Brief vom 18. August 1889, s. u.).
Boito verfasste die ersten beiden Akte bis Mitte November 1889, den dritten schickte er Verdi Anfang März 1890. Am 8. März bezahlte Verdi Boito für das Libretto.
Am 17. März 1890 berichtete Verdi, er habe den ersten Akt beendet (d. h. skizziert). Leider stand auch die Arbeit an Falstaff unter keinem guten Stern, denn im März erkrankte ihr gemeinsamer Freund, der Komponist und Dirigent der Uraufführung des Otello Franco Faccio, schwer (er starb dann nach langem Leiden im Sommer 1891). Am 6. Oktober schrieb Verdi an Boito, dass er den zweiten Akt zunächst liegen gelassen und zuerst das Sonett (d. h. die kleine Arie Fentons zu Beginn des letzten Bildes) skizziert habe. Im März 1891 komponierte Verdi am Finale des zweiten Aktes. In weiteren Briefen an Boito berichtete Verdi, dass er gelegentlich immer wieder am Falstaff arbeite, aber auch tagelang nicht. Am 8. September 1891 schrieb ihm Boito, dass er gerüchteweise gehört habe, die Komposition des Falstaff sei beendet. Zwei Tage später antwortete Verdi: „Es ist nicht wahr, dass ich den Falstaff beendet habe. Ich arbeite daran, das bisher Gemachte in Partitur zu setzen“, weil er fürchtete, seine Ideen zur Orchestrierung wieder zu vergessen. Es fehlte noch (zumindest?) der erste Teil des dritten Aktes. Am 17. April 1892 nahm Boito noch eine kleine Änderung am Monolog über die Ehre vor (1. Akt, 1. Bild) und schrieb: „Sie (Verdi) können den ersten Akt abschließen und an den zweiten gehen.“ Sicher ist hiermit die Instrumentation gemeint. Am 20. September 1892 schrieb Verdi an Boito: „Ich habe Tito [Ricordi II., dem Verleger, 1865 bis 1933] den dritten Akt des Falstaff übergeben. Gestern habe ich [die Korrekturen für] das Libretto und den Klavierauszug des ersten Aktes [den nicht Verdi selbst, sondern Carlo Carignani besorgt hatte] zurückgeschickt.“
Die Uraufführung war für Anfang Februar 1893 vorgesehen, die Proben sollten am 2. Januar beginnen. Die Uraufführung fand wie geplant am 9. Februar 1893 statt und war ein großer Erfolg. Anfang April nahm Verdi noch zwei kleine Änderungen im Finale des zweiten Aktes und am Ende des ersten Bildes des dritten Aktes vor.
Bei der Uraufführung unter der musikalischen Leitung von Edoardo Mascheroni wirkten folgende Sänger mit: Victor Maurel (Falstaff), Antonio Pini-Corsi (Ford), Edoardo Garbin (Fenton), Giovanni Paroli (Dr. Cajus), Paolo Pelagalli-Rossetti (Bardolfo), Vittorio Arimondi (Pistola), Emma Zilli (Alice Ford), Adelina Stehle (Nannetta), Giuseppina Pasqua (Mrs. Quickly), Virginia Guerrini (Mrs. Meg Page).
Arturo Toscanini fand später in der Partitur einen Zettel von Verdis Hand (mit Bezug auf den Monolog Falstaffs zu Beginn des dritten Akts):

“Le ultime note del Falstaff. Tutto è finito! Va, va, vecchio John … Cammina per la tua via, finchè tu puoi … Divertente tipo di briccone; eternamente vero, sotto maschera diversa, in ogni tempo, in ogni luogo!! Va … Va … Cammina Cammina … Addio!!!”

„Die letzten Noten des Falstaff. Alles ist zu Ende! Geh, geh, alter John. Lauf dahin auf deinem Weg, so lange du kannst … Lustiges Original eines Schurken; ewig wahr, hinter jeglicher Maske, zu jeder Zeit, an jedem Ort!! Geh … Geh … Lauf Lauf … Addio!!!“

## Gestaltung

### Instrumentation
Die Orchesterbesetzung der Oper enthält die folgenden Instrumente:
- Holzbläser: drei Flöten (3. auch Piccolo), zwei Oboen, Englischhorn, zwei Klarinetten, Bassklarinette, zwei Fagotte
- Blechbläser: vier Hörner, drei Trompeten, drei Posaunen, Bassposaune
- Pauken, Schlagzeug: zwei Große Trommeln, Becken, Triangel
- Harfe
- Streicher
- Bühnenmusik auf der Szene: Gitarre, Naturhorn in tiefem As, Glocke in F

### Musik

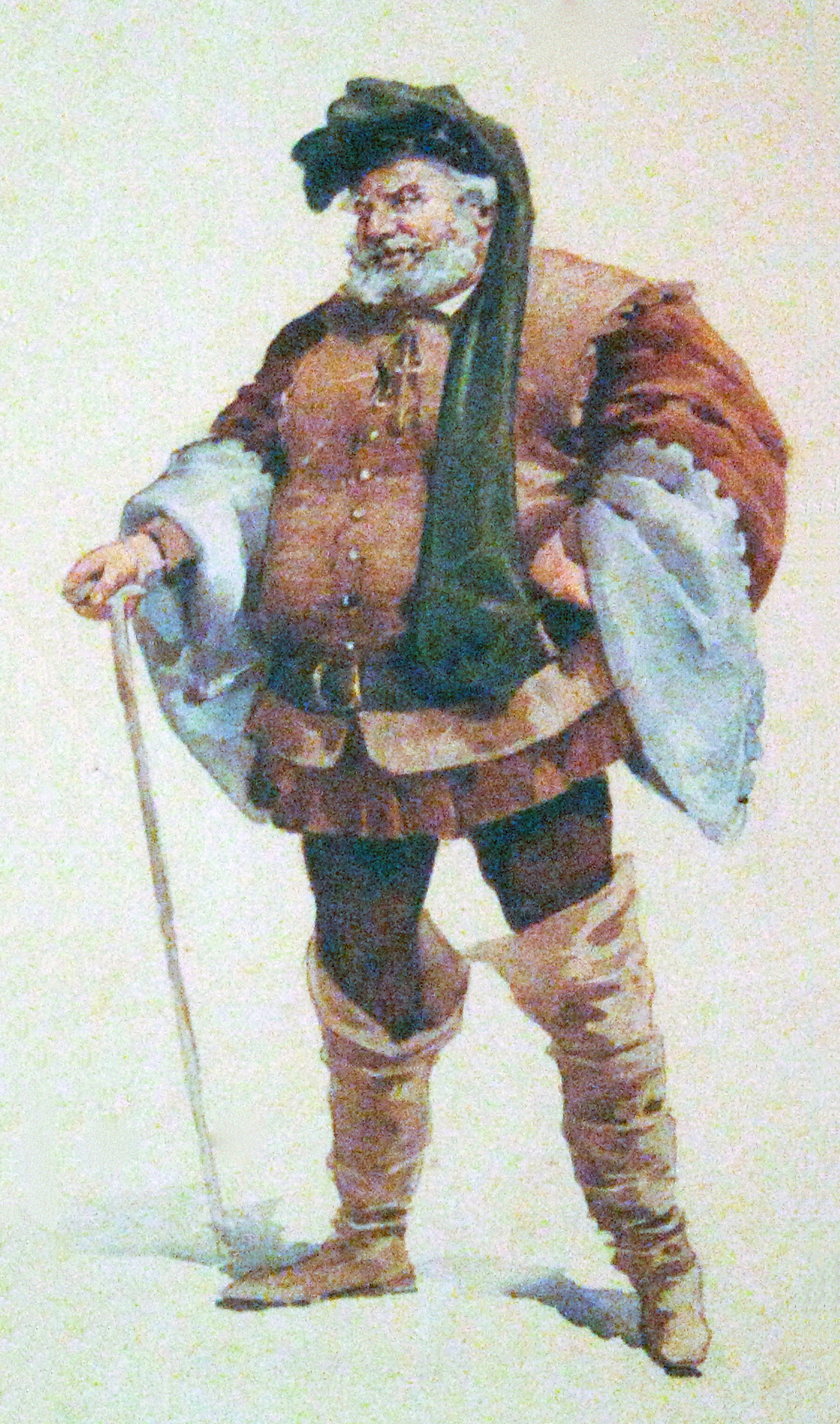
Kostümentwurf von Adolfo Hohenstein für die Premiere (1893)

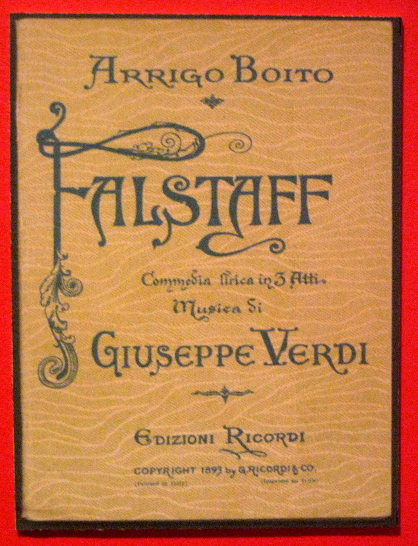
Libretto von Ricordi (o. J.)

Es ist ein erstaunliches Phänomen der Operngeschichte, dass nach Don Pasquale von Gaetano Donizetti 1843 fast genau 50 Jahre vergehen sollten, bis mit Falstaff in Italien wieder eine komische Oper von Rang entstanden ist, zumal es dort weder eine Operette der Wiener noch der Pariser Art gegeben hat. So musste Verdi die komische Oper gleichsam neu erfinden. Das einzige Werk, das ihm hinsichtlich der musikalischen und dramaturgischen Faktur als Vorbild hätte dienen können, nämlich Richard Wagners Die Meistersinger von Nürnberg (1868), wird in Verdis Briefen offenbar nicht erwähnt. Es scheint fast, dass er – nach dem Besuch der italienischen Erstaufführung des Lohengrin 1871 – bewusst die Kenntnis der Opern seines deutschen Antipoden vermieden hat, um seine eigene Entwicklung von äußeren Einflüssen – und schon gar von deutschen – frei zu halten: „non voglio essere Lohengrinato“ (ich will nicht lohengriniert werden) bzw. „Vagner è fatto ed è inutile rifarlo“ (Wagner gibt es bereits, und es ist unnütz, ihn noch einmal zu machen, an Clarina Maffei, 31. Juli 1863). Allerdings glaubt der Verdi-Biograph Julian Budden, in dem Schlussensemble des ersten Aktes der Meistersinger („wo sich der Tenor über ein Stimmengemisch in verschiedenen Rhythmen erhebt“) das Vorbild für das große Ensemble am Ende des ersten Aktes des Falstaff zu erkennen – und geht also davon aus, dass Verdi der italienischen Erstaufführung der Meistersinger, die erst Weihnachten 1889 an der Mailänder Scala in einer von Giacomo Puccini stark gekürzten Fassung stattfand, beigewohnt habe. Weiter geht Johannes Schild, der in einer vergleichenden Studie beider Opern bereits in der Orchestereinleitung des Falstaff eine parodistische Brechung von Wagners Meistersinger-Thema ausmacht.
Die Andersartigkeit von Verdis Oper tritt gerade angesichts solcher Parallelen hervor: Wie die Meistersinger ein komisches Pendant zum Künstlertum des Tannhäuser bilden, so der Falstaff zum Eifersuchtsdrama des Otello (eine Parallele, auf die der mit dem Werk Wagners wesentlich besser vertraute Boito vielleicht bewusst abzielte). Auch die äußere Anlage ist ähnlich: drei Akte, in einem auf möglichste Textverständlichkeit zielenden, melodiös-rezitativartigen Parlandostil „durchkomponiert“ (d. h. ohne durch Rezitative bzw. Dialoge voneinander getrennte Einzelnummern), und die Integration einer für die Oper des 19. Jahrhunderts eher ungewöhnlichen musikalischen Form, der Fuge. Sie war in der Musik der Vorklassik durchaus gebräuchlich für die „Battaglia“, also die Schlachtenszene, und wurde als solche von Verdi in der Neufassung von Macbeth (1864) und natürlich travestierend von Wagner in den Meistersingern wieder aufgegriffen. Die Schlussfuge des Falstaff hat Verdi wohl bereits im August 1889 (also noch vor Fertigstellung des Librettos) komponiert. Am 18. August schreibt er an Boito: „Ich amüsiere mich damit, Fugen zu machen! … Jawohl mein Herr: eine Fuge … und zwar eine komische Fuge (…) Warum komisch, werdet ihr sagen? … Ich weiß nicht wie noch warum, aber es ist eine komische Fuge!“ (Eine weitere Fuge hat er für den Schlusssatz seines Streichquartetts e-Moll 1873 komponiert.)
Als Gegenstück zur Schlussfuge konzipierte Verdi die allererste Szene mit Dr. Cajus als Sinfonia-Ouvertüre in Sonatensatzform, in der allerdings bereits gesungen wird. Als Scherzo-Rondo ist das gesamte zweite Bild des ersten Akts gestaltet. Diesem Rückgriff auf ältere (d. h. klassische und vorklassische) Orchesterformen korrespondiert ein von seinen früheren Opern völlig abweichender Gesangsstil. Als es um die Vorbereitung der Uraufführung ging, schrieb Verdi an Ricordi (13. Juni 1892): „Die Musik ist nicht schwer (im Sinne von schwerfällig), muss anders als in modernen komischen Opern und in den alten Buffo-Opern gesungen werden. Ich möchte nicht, dass man ihn (den Falstaff als Oper) so sänge wie z. B. die Carmen (!) und auch nicht wie man den Don Pasquale oder den Crispino (Crispino e la comare, komische Oper von Luigi und Federico Ricci, Text Francesco Maria Piave, 1850) sänge. Es gilt zu studieren und das wird Zeit kosten. Unsere Sänger können im allgemeinen nur mit großer Stimme singen. Sie haben weder stimmliche Elastizität noch klare und leichte Diktion, und es fehlen ihnen Akzente und Atem.“
Wohl bereits in den 1860er Jahren hat sich Verdi mit der frühen italienischen Musik (Giovanni Pierluigi da Palestrina, Benedetto Marcello, Leonardo Leo, Domenico Scarlatti) auseinandergesetzt und – in Hinsicht auf die Ausbildung junger Komponisten – empfohlen:

„Kehren wir zum Alten zurück, es wird ein Fortschritt sein.“

(Brief an Francesco Florimo, 2. Januar 1871, auch hier wiederum eine merkwürdige Parallele zu Wagners: „Drum sag‘ ich euch: Ehret eure deutschen Meister!“). Verdi wusste natürlich, dass mit den Mitteln und der Eigentümlichkeit der frühen italienischen Madrigal-Musik keine Melodramen im Geschmack dieser Zeit, also in der Art von Don Carlos, Aida, La Gioconda (von Amilcare Ponchielli), oder schließlich Otello zu machen waren. Wahrscheinlich suchte er deshalb bereits am Ende der 1860er Jahre nach einem Stoff für eine komische Oper, und ganz sicher hätte er nach Otello nicht noch einmal einen melodramatischen Stoff in Angriff genommen. Jene Musik mit ihrem Hang zu gelehrten Spielereien in strengen Formen war jedoch wie geschaffen für die Komödie, insbesondere die Komödie verstanden als spielerisches Experiment, und im Rückgriff auf sie ließ sich die musikalische Komödie neu erfinden. Die alte Opera buffa hatte in der Tat mit Don Pasquale einen Abschluss gefunden.
Tatsächlich hat Verdis Falstaff – sehr viel unmittelbarer als Wagners Meistersinger – eine Renaissance der musikalischen Komödie um die Jahrhundertwende eingeleitet. Richard Strauss war ein glühender Bewunderer dieser Partitur. Seine sinfonische Dichtung Till Eulenspiegels lustige Streiche (1895) ist geradezu eine Stilkopie des Falstaff (wenn auch ohne Gesang), und auch in Der Rosenkavalier (1911), Ariadne auf Naxos (1912), vor allem aber in Intermezzo (1924), Die schweigsame Frau (1935) und Capriccio (1942) finden sich in der Stimmführung und der Orchesterillustration immer wieder Reminiszenzen an Verdis letzte Oper. Auch Ferruccio Busonis Arlecchino (1917), die Komödien von Ermanno Wolf-Ferrari und nicht zuletzt Giacomo Puccinis Gianni Schicchi (1918) führen die mit Falstaff begonnene Entwicklung weiter. Dass die letzte Oper eines beinahe achtzigjährigen Komponisten eine neue Entwicklung eröffnet, stellt in der Geschichte der Musik ein seltenes Phänomen dar, vergleichbar vielleicht nur mit der Bedeutung der Sinfonien des späten Joseph Haydn für die Entwicklung dieser Gattung im 19. Jahrhundert.

## Aufnahmen (Auswahl)
- Giuseppe Valdengo (Falstaff), Herva Nelli (Alice), Frank Guarrera (Ford), Teresa Stich-Randall (Nannetta), Antonio Madasi (Fenton) u. a., Robert Shaw Chor, NBC Symphony Orchestra, Dirigent: Arturo Toscanini (RCA)
- Royal Opera House Covent Garden (London), DVD, anlässlich der Wiedereröffnung nach der Renovierung im Jahr 1999: Bryn Terfel (Falstaff), Barbara Frittoli (Alice Ford), Roberto Frontali (Ford), Robin Legatte, Peter Hoare, Gwynne Howell, Diana Montague, Bernadette Manca di Nissa (Mrs. Quickly), Desirée Rancatore (Nanetta) und Kenneth Tarver (Fenton), Dirigent: Bernard Haitink, Inszenierung: Graham Vick (Opus Arte OA0823D)